# El suavecito
El suavecito es una película mexicana de 1951 dirigida por Fernando Méndez y protagonizada por Víctor Parra, Aurora Segura y María Amelia de Torres.

## Argumento
En una vecindad, viven el padrote Roberto El suavecito (interpretado por Víctor Parra) con su madre doña Soledad, y la joven Lupita con su padre paralítico; Roberto regresa de explotar señoras en Acapulco y se dedica a hacerle la vida imposible a Lupita y, acompañado de su amigo Roberto, se la pasa estafando a sus oponentes en el billar, pero trabaja al mismo tiempo para la organización gansteril del Nene. Este y sus dos secuaces cometen abusos en el salón de baile que frecuentan. Surge un rival, un chofer de taxi que se enamora de Lupita y le hace ver que Roberto no le conviene.

## Reparto
- Víctor Parra como Roberto Ramírez «el Suavecito»
- Aurora Segura como Lupita
- Dagoberto Rodríguez como Carlos Martínez
- Jacqueline Evans como la Gringa
- María Amelia de Torres como doña Chole
- Enrique del Castillo como Luis el Nene
- Gilberto González como Esbirro del Nene
- Manuel Dondé como Esbirro del Nene
- Eduardo Arozamena como Padre de Lupita
- Federico Curiel «Pichirilo» como el Brillantina
- Alicia Gamboa como amante cabaretera la Popotes
- Rosa María Ladrón de Guevara como Rosa la Asesinada
- Amada Dosamantes como chica bailando
- Armando Acosta como cliente de cabaret
- José Muñoz como el Comisario
- Francisco Pando como don Sandalio
- Héctor Mateos como Agente del Ministerio Público
- Humberto Rodríguez como pasajero en autobús

## Producción
La producción de esta cinta tuvo lugar en los estudios Azteca y localidades del D.F. como la terminal de autobuses de Occidente. Se proyectó por primera vez en el Cine "Palacio Chino" el 3 de agosto de 1951.

## Temas
Para el crítico Tomas Pérez calificó al personaje "El suavecito" como uno de los más completos y complejos del cine mexicano de la época; también reconoce al director Fernando Méndez como uno de los tres mejores artesanos del cine mexicano del momento, por su película, que posee un ritmo perfecto con los tomas, las cuales califica como adecuadas.
Hay secuencias memorables como: el salón de baile, la de los billares con Ferderico Pichirilo Curiel, como Brillantina o la escena del cumpleaños de la madre del cinturita en cuestión.

## Banda sonora
- «Cielito Lindo Huasteco», escrita por Quirino Mendoza (no acreditado) y arreglos de Elpidio Ramírez
- «Mambo Número 5», escrita por Dámaso Pérez Prado
- «Danzón La Negra», escrita por Gonzalo Bravo Ortega